# Luciobrotula brasiliensis
Luciobrotula brasiliensis is een straalvinnige vissensoort uit de familie van de naaldvissen (Ophidiidae). De wetenschappelijke naam van de soort is voor het eerst geldig gepubliceerd in 2009 door Nielsen.